# Burg Neu-Bechburg
Die Neu-Bechburg, auch bekannt als Schloss Neu-Bechburg, ist eine Spornburg in Oensingen in der Schweiz.

## Geschichte
Die Burg wurde 1250 von den Freiherren von Bechburg erbaut. Danach wechselte sie mehrmals die Besitzer. Unter diesen findet man die Grafen von Frohburg, Nidau, Thierstein, Kyburg und Buchegg. Im Jahr 1415 wurden die Burg und Herrschaft an Bern und Solothurn verkauft. 1463 ging die Burg in den vollständigen Besitz von Solothurn über und es wurde ein Landvogteisitz errichtet.
1635 wurde die Burg vorübergehend zum Sitz des Bischofs von Basel. 1798 verlor die Burg mit dem Einfall der Franzosen an Bedeutung. Danach diente sie als Armenhaus, Privatwohnung, Wirtshaus und zuletzt als Steinbruch. 1835 wurde sie vom Basler Johannes Riggenbach erworben. Sein Sohn Friedrich restaurierte die Burg ab 1880. In dieser Zeit wurde die Burg vermehrt als Schloss betitelt.
Die Erben von Georg Wackernagel-Riggenbach verkauften 1975 das Schloss an den Oensinger Ehrenbürger Walter Pfluger-Baumgartner, der sie der «Stiftung Schloss Neu-Bechburg» schenkte. Seither ist das Schloss im Besitz dieser Stiftung.

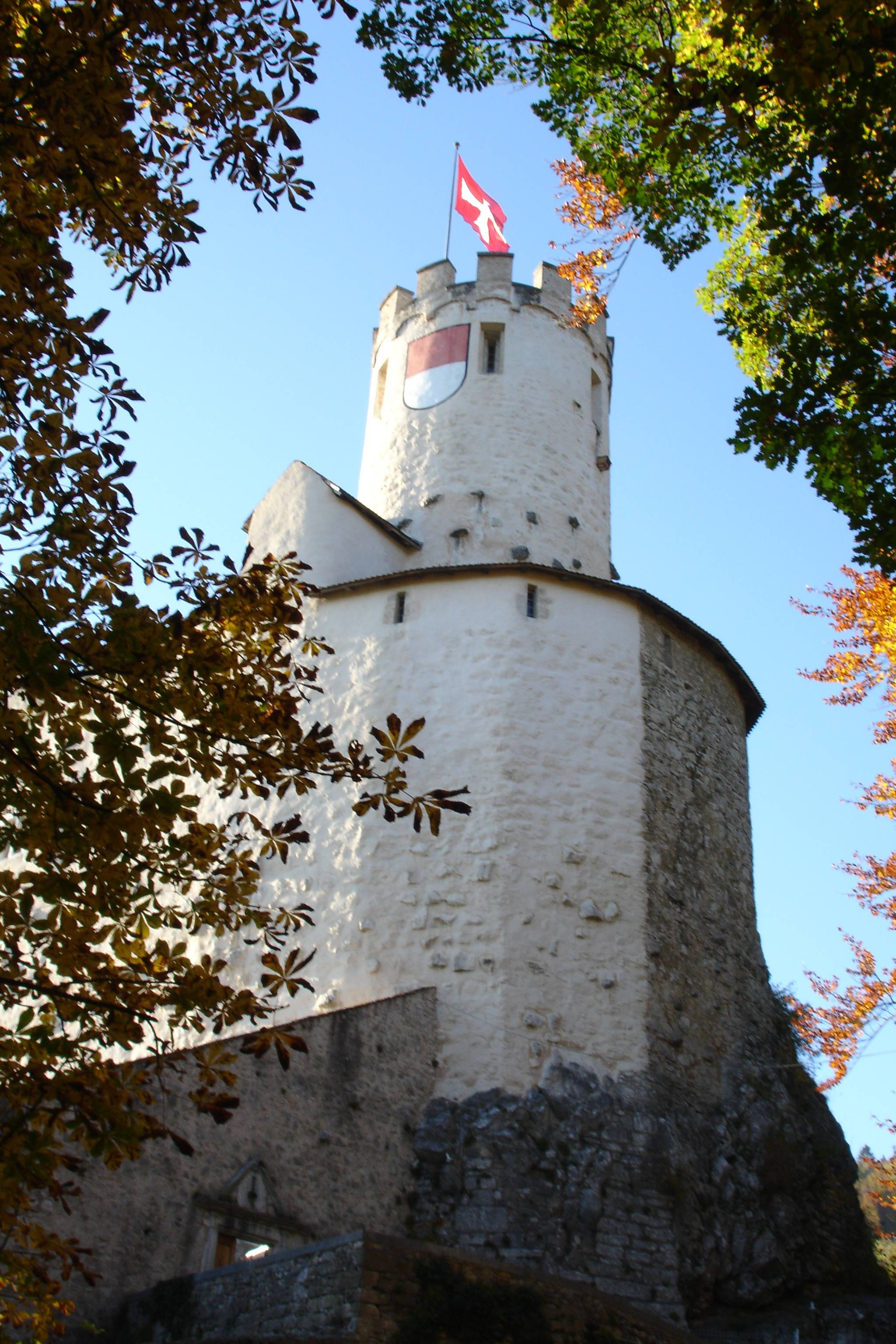
Der Turm der Burg

## Lage und Bauwerk
Das Schloss befindet sich auf einem 86 Meter langen und durchschnittlich 14 Meter breiten Felsband unterhalb des Roggen. Von der Bauform zählt sie zu den Spornburgen, allerdings sind alle Seiten befestigt.
Die Burg wurde im Laufe der Zeit mehrfach umgebaut. Vom ursprünglichen Zustand sind nur Teile der Ostburg erhalten, mit ihrem fast 30 Meter hohen runden Bergfried, welcher zinnenbewehrt und aus Bruchsteinen aufgeschichtet ist. Westlich des Bergfrieds schliessen der Rittergaden, der Palas sowie eine offene Terrasse an. Die Terrasse war in früherer Zeit überbaut und bildete die Westburg, von der am westlichen Ende der Terrasse ein kleiner Turm erhalten geblieben ist.